# Llista de municipis de Cap Verd
Aquesta és la llista de municipis de Cap Verd. El territori de Cap Verd es divideix en 22 concelhos (municipis), subdividits en 32 freguesias (equivalent a parròquia civil).
En l'ús del portuguès, hi ha dues paraules per distingir el territori i l'òrgan d'administració. Administrativament hi ha els municípios que administren els concelhos, i per sota, les juntas de freguesia que administren les freguesias. Per tant, els concelhos són la subdivisió administrativa de primer nivell a Cap Verd.

## Concelhos i freguesias

### A lesilles de Barlavento
| Illa        | Municipi                | Parròquia                   |
| Santo Antão | Ribeira Grande          | Nossa Senhora do Rosário    |
| Santo Antão | Ribeira Grande          | Nossa Senhora do Livramento |
| Santo Antão | Ribeira Grande          | Santo Crucifixo             |
| Santo Antão | Ribeira Grande          | São Pedro Apóstolo          |
| Santo Antão | Paul                    | Santo António das Pombas    |
| Santo Antão | Porto Novo              | São João Baptista           |
| Santo Antão | Porto Novo              | Santo André                 |
| São Vicente | São Vicente             | Nossa Senhora da Luz        |
| Santa Luzia | São Vicente             | Nossa Senhora da Luz        |
| São Nicolau | Ribeira Brava           | Nossa Senhora da Lapa       |
| São Nicolau | Ribeira Brava           | Nossa Senhora do Rosário    |
| São Nicolau | Tarrafal de São Nicolau | São Francisco               |
| Sal         | Sal                     | Nossa Senhora das Dores     |
| Boa Vista   | Boa Vista               | Santa Isabel                |
| Boa Vista   | Boa Vista               | São João Baptista           |

### A lesIlles de Sotavento
| Illa     | Municipi                   | Parròquia                  |
| Maio     | Maio                       | Nossa Senhora da Luz       |
| Santiago | Praia                      | Nossa Senhora da Graça     |
| Santiago | São Domingos               | Nossa Senhora da Luz       |
| Santiago | São Domingos               | São Nicolau Tolentino      |
| Santiago | Santa Catarina             | Santa Catarina             |
| Santiago | São Salvador do Mundo      | São Salvador do Mundo      |
| Santiago | Santa Cruz                 | Santiago Maior             |
| Santiago | São Lourenço dos Órgãos    | São Lourenço dos Órgãos    |
| Santiago | Ribeira Grande de Santiago | Santíssimo Nome de Jesus   |
| Santiago | Ribeira Grande de Santiago | São João Baptista          |
| Santiago | São Miguel                 | São Miguel Arcanjo         |
| Santiago | Tarrafal                   | Santo Amaro Abade          |
| Fogo     | São Filipe                 | São Lourenço               |
| Fogo     | São Filipe                 | Nossa Senhora da Conceição |
| Fogo     | Santa Catarina do Fogo     | Santa Catarina do Fogo     |
| Fogo     | Mosteiros                  | Nossa Senhora da Ajuda     |
| Brava    | Brava                      | São João Baptista          |
| Brava    | Brava                      | Nossa Senhora do Monte     |

## Mapa de municipis
| Núm | Nom                        | Illa                | Població (2010) | Superfície (km²) | Capital                 |
| --- | -------------------------- | ------------------- | --------------- | ---------------- | ----------------------- |
| 1   | Tarrafal                   | Santiago            | 18.565          | 112              | Tarrafal                |
| 2   | São Miguel                 | Santiago            | 15.648          | 91               | Calheta de São Miguel   |
| 3   | São Salvador do Mundo      | Santiago            | 8.677           | 30               | Vila de Picos           |
| 4   | Santa Cruz                 | Santiago            | 26.609          | 110              | Pedra Badejo            |
| 5   | São Domingos               | Santiago            | 13.808          | 138              | São Domingos            |
| 6   | Praia                      | Santiago            | 131.602         | 94               | Praia                   |
| 7   | Ribeira Grande de Santiago | Santiago            | 8.325           | 164              | Cidade Velha            |
| 8   | São Lourenço dos Órgãos    | Santiago            | 7.388           | 39               | João Teves              |
| 9   | Santa Catarina             | Santiago            | 43.297          | 213              | Assomada                |
| 10  | Brava                      | Brava¹              | 5.995           | 64               | Nova Sintra             |
| 11  | São Filipe                 | illa de Fogo        | 22.228          | 394              | São Filipe              |
| 12  | Santa Catarina do Fogo     | illa de Fogo        | 5.299           |                  | Cova Figueira           |
| 13  | Mosteiros                  | illa de Fogo        | 9.524           | 82               | Mosteiros               |
| 14  | Maio                       | illa de Maio        | 6.952           | 269              | Vila do Maio            |
| 15  | Boa Vista                  | Boa Vista           | 9.162           | 620              | Sal Rei                 |
| 16  | Sal                        | Sal                 | 25.765          | 216              | Espargos                |
| 17  | Ribeira Brava              | illa de São Nicolau | 7.580           | 258              | Ribeira Brava           |
| 18  | Tarrafal de São Nicolau    | illa de São Nicolau | 5.237           | 121              | Tarrafal de São Nicolau |
| 19  | São Vicente                | São Vicente²        | 76.107          | 227              | Mindelo                 |
| 20  | Porto Novo                 | Santo Antão         | 18.028          | 558              | Porto Novo              |
| 21  | Ribeira Grande             | Santo Antão         | 18.890          | 167              | Ponta do Sol            |
| 22  | Paul                       | Santo Antão         | 6.997           | 54               | Vila das Pombas         |